# Land van Hulst
Onder het Land van Hulst verstaat men een gebied in Zeeuws-Vlaanderen dat ruwweg samenvalt met het vroegere bestuursgebied Hulster Ambacht, een van de Vier Ambachten, welke een bestuurlijke eenheid in het Graafschap Vlaanderen vormden.
Feitelijk gaat het om een gebied dat pas in de slotfase van de Tachtigjarige Oorlog definitief in Staatse handen kwam: De stad Hulst en omliggend gebied werd pas in 1645 door de troepen van Frederik Hendrik ingenomen, nadat het voordien slechts van 1591-1596 in Staatse handen is geweest.
Het Land van Hulst grensde in het noordwesten aan het Land van Axel, een gebied dat uit eilanden bestond en waarvan Terneuzen al sinds 1583 in Staatse handen was, terwijl deze plaats ook reeds een aantal jaren eerder (1576) in Staatse handen was geweest en in die tijd reeds een hervormde kerk bezat.
Het relatief sterk op Gewest Zeeland gerichte Land van Axel was van het Land van Hulst door water gescheiden: het Hellegat. Dit is ontstaan door de inundaties tijdens de Tachtigjarige Oorlog. Dit droeg bij tot een eigen karakter van het Land van Hulst, dat vanouds sterk op het nabijgelegen Vlaanderen (Waasland en Gent) was gericht. Ook de langdurige aanwezigheid van vele Spaanse soldaten moet zijn invloed hebben gehad.
Naast het water werd ook de Belgisch-Nederlandse grens, die verliep volgens het in 1664 vastgestelde tracé, een barrière: Het Land van Hulst maakte als Generaliteitsland deel uit van de Republiek der Zeven Verenigde Nederlanden, maar was daarvan door de Westerschelde gescheiden.
De, tegenwoordige uitgestorven, Hulster klederdracht week eveneens sterk af van de in het naburige Land van Axel gedragen Axelse klederdracht: Ze was veel soberder en leek meer op de Vlaamse dan op de Zeeuwse dracht.
Een belangrijk verschil met het westelijker gelegen Land van Cadzand was, dat daar de bevolking door de inundaties van 1583 vrijwel geheel was verdwenen. Nadat dit land reeds in 1604 Staats was geworden, werd dat een toevluchtsoord voor veel (protestantse) vluchtelingen uit het zuiden. Delen van het Land van Hulst waren nog wél bewoonbaar, want hoger gelegen, zodat daar de oorspronkelijke bevolking nog wel grotendeels aanwezig bleef. Doordat ook de reformatie betrekkelijk laat werd geïntroduceerd, bleef het grootste deel van de bevolking katholiek, terwijl die van het Land van Axel grotendeels protestants was.

## Heden
Tegenwoordig is het Land van Hulst niet meer door water van de rest van Zeeuws-Vlaanderen gescheiden. De openstelling van de grens heeft het isolement ten aanzien van het zuiden (België) verbeterd. Inpolderingen van de zeegeulen maakten ook het contact met het nabijgelegen Land van Axel weer eenvoudig. Wél is er, zeker na de uit de vaart nemen van de Veerdienst Kruiningen-Perkpolder in 2003, een isolement naar Zeeland benoorden de Westerschelde (Walcheren en Zuid-Beveland) ontstaan. Dit kan sindsdien vanuit het noorden nog slechts bereikt worden via de veel westelijker gelegen Westerscheldetunnel.